# Yongfu
Yongfu (en chino, 永福县; pinyin, Yǒngfú xiàn; literalmente, ‘eterna bendición’) es un condado bajo la administración directa de la Prefectura Guilin en la Región autónoma de Guangxi, República Popular China. Su área es de 2794 km² y su población total para 2020 superó los 220 mil habitantes.

## Administración
El condado de Yongfu se divide en 9 pueblos que se administran en 6 poblados y 3 villas.